# كلية شرق النيل
تأسست كلية شرق النيل في عام 1990م في مجمع سرايا العباسية في أم درمان بالسودان، وتحتوي على مدرسة الاقتصاد والعلوم الإدارية والدبلومات التقنية والدراسات المستمرة – بالإضافة إلى إدارة الكلية – كما تشمل الكلية على ثلاث مجمعات أخرى بالخرطوم بحري – شرق النيل – مجمع مدرسة العمارة والتخطيط البيئي بشمبات جنوب – تأسس عام 1992 م ومجمع علوم الحاسوب وتقانة المعلومات بشمبات الأراضي شمال وتأسس عام 1994-2004 م ومجمع مدرسة علوم المختبرات الطبية الذي تأسس عام 1996 م في المزاد.
لقد خطت كلية شرق النيل خطوات هامة خلال الخمسة عشر عاماً الماضية وذلك بجهـود الإدارة ومجالس الكلية والمجلس العلمي بالإضافة إلى كل العاملين) الذين قدموا خدمات قيمة للكلية وفي بداية الألفية الثالثة تأكد لنا أنه قد صارت للكلية جذور ثابتة.
كلية شرق النيل لها سمعة طيبة في التدريس فالبرامج الدراسية التي فصلت تدرس كانت لها الفضل في مساعدة الطلاب لتحقيق التميز الأكاديمي وبالتالي فرص العمل بعد التخرج.
الكليات :
مدرسة الاقتصاد والعلوم الإدارية وتمنح البكالوريوس ودرجة الشرف – أم درمان سرايا العباسية – سـابقاً مدرسة العـمارة والتخطيط البيئى وتمنح درجة الشرف في هندسـة العـمارة – الخرطوم بحري – شمبات جنوب
مدرسة علوم المختبرات الطبية وتمنح درجة البكالوريوس العام – الخرطوم بحري – المزاد
مدرسة علوم الحاسوب وتقانة المعلومات – تمنح درجة الشرف – 4 سنوات – الخرطوم بحري – شمبات شمال
الدبلومـات :
1/ مدرسة الاقتصاد والعلوم الإدارية : الدبلوم التقني في الاقتصاد – الدبلوم التقني في المحاسبة – الدبلوم التقني في الدراسات المصرفية.
2/ مدرسة علوم الحاسب وتقانة المعلومات : الدبلوم التقني في علوم الحاسوب – الدبلوم التقني في تقانة المعلومات
3/ دبلوم الاتصال الجماهيري والإعلام 
4/ معهد تنمية المجتمع المدني
ابتداءً من العام الدراسي القادم فسوف تقدم الكلية الدبلومات التقنية التالية :
1/ دبلوم المباني 
2/ دبلوم التصميم الداخلي
3/ دبلوم التصميم الهندسي بواسطة الحاسوب
4/ دبلوم الرسم الهندسي
5/ دبلوم التصميم المعماري بالحاسوب
6/ دبلوم تكنولوجيا النقل البحري والجوي
العضـوية في الاتحـادات :
1/ اتحـاد الجامعات الأفريقية (عضـوا)
2/ اتحاد الجامعات العربية (عضـوا)
3/ اتحاد الجامعـات السـودانية (عضـو مؤسس)
المكتبة الرئيسية :
تأسست المكتبة منذ قيام الكلية بسرايا العباسية في عام 1990 م وذلك بمدرسة الاقتصاد والعلوم الإدارية وتشتمل على (4590) مجلداً في مختلف التخصصات بمدرسة الاقتصاد والعلوم الإدارية بالإضافة إلى الاشتراك في (12) دورية وعدد من المرجع في علوم التاريخ، الجغرافيا، العلوم الإنسانية، العلوم الزراعية والكتب الثقافية المختلفة.
المكتبات الفرعية :
1/ مكتبة العمارة والتخطيط البيئي :
و تشمل المكتبة على 1608 مجلداً في العلوم الأساسية وعلوم العمارة بالإضافة إلى 4 دوريات متخصصة في مجال العمارة.
2/ مكتبة علوم المختبرات الطبية :
و تحتوي على كتب مرجعية ومنهجية في مختلف العلوم الأساسية وعلوم التخصص بالمدرسة، الأحياء الدقيقة، أمراض الدم، الكيمياء السريرية، الأنسجة المريضة، الطفيليات والمناعة.
3/ مكتبة علوم الحاسوب وتقنية المعلومات :
تحتوي المكتبة على (1077) مجلداً وكتاب مرجعي ومنهجي في علوم الحاسوب وتقانة المعلومات والعلوم الأساسية المساعدة.
تنمية المجتمع :
- معهد تنمية المجنمع المدني :

كما تم مؤخراً تأسيس معهد تنمية المجتمع المدني بكلية شرق النيل بمباني الكلية بالمزاد بحري وقد أجازت مجالس الكلية المختلفة في عام 2006 م أمراً بتأسيس المعهد الذي سوف يطلع بمهام تنمية المجتمع وبناء القدرات
- الدراسات المسـتمرة :

يعتبر التعليم المستمر المدخل الأساسي لتنمية المجتمع وهذا بالإضافة إلى الحملات الطبية التي تعدها مدرسة علوم المختبرات الطبية للولايات تحت مظلة البرامج الصحية الإنمائية
- التعليم المسـتمر :

إدراكاً لطبيعة التعليم المستمر كخدمة ولودة في نشر وتمديد حدود المعرفة وتقدم الكلية مجموعة من الكورسات الصغيرة (2-9 شـهور) في المجالات التالية :
إدارة التسويق – تقنية معلومات محاسبية – تقنية معلومات إدارية – إدارة الجودة الإدارية الشاملة – إعلام وعلاقات عامة – علوم حاسوب – إدارة رياض أطفال – اللغة الإنجليزية – إدارة المنظمات التطوعية الإنسانية.
و الهدف من هذه الكورسات هو خدمة موظفي الدولة والقطاع الخاص الذين يعملون في مختلف التخصصات.
الأعداد المخططة سـنوياً للاسـتيعاب بالكلية :
مدرسة العمارة والتخطيط البيئي 50 طالباً
مدرسة تقانة المعلومات 50 طالباً
مدرسة علوم المختبرات الطبية 140 طالباً
دبلوم الاقتصـاد 150 طالباً
دبلوم تقني لعلوم الحاسوب 150 طالباً
مدرسة علوم الحاسوب 50 طالباً
مدرسة الاقتصاد والعلوم الإدارية 400 طالباً
دبلوم الدراسات المصرفية 150 طالباً
دبلوم الإعلام والاتصال الجماهيري 150 طالباً.

## وصلات خارجية
- موقع الكلية